# 东观街道
东观街道，是中华人民共和国贵州省黔西南布依族苗族自治州晴隆县下辖的一个街道办事处。
2016年1月29日，贵州省人民政府批复同意晴隆县部分乡镇行政区划调整，新设置的东观街道辖原莲城镇东北社区、光辉村、五里村、老营村和光照镇哈马村，街道办事处驻东北社区。

## 行政区划
东观街道下辖以下地区：
东北社区、五里村、老云村、光辉村和哈马村。